# Jules Urban
Jules Célestin Urban (Namen, 4 februari 1826 - Nice, 10 maart 1901) was een Belgisch ingenieur en industrieel.

## Biografie
Na een carrière als officier in het Belgische leger begon ingenieur Jules Urban aan een loopbaan in de industrie en het bankwezen. In 1864 kreeg hij de leiding over de spoorlijn tussen Antwerpen en Rotterdam. Vervolgens werd hij directeur-generaal van spoorwegmaatschappij Grand Central Belge, een functie die hij uitoefende tot de overname door de Belgische staat. Verder was hij:
- voorzitter van Chemins de fer économiques,
- voorzitter van Chemins de fer Prince Henri,
- voorzitter van de Banque de Bruxelles (1881-1901),
- vicevoorzitter van de Banque d'Outremer.

Op vraag van Albert Thys werd hij betrokken bij de economische ontwikkeling van de Onafhankelijke Congostaat. Samen met Thys en Adolphe de Roubaix was hij promotor van de Compagnie du Congo pour le commerce et l'industrie, opgericht in 1887. Hij bekleedde de volgende functies:
- vicevoorzitter (1887-1891) en voorzitter (1891-1901) van de Compagnie du Congo pour le commerce et l'industrie,
- voorzitter van de Compagnie du chemin de fer du Congo,
- voorzitter van de Compagnie du Katanga,
- bestuurder van de Compagnie des produits du Congo.

In 1897 deed Urban als een van de eersten boringen in de zoektocht naar steenkool. Samen met Valentin Putsage boorde hij nabij Lanaken, waar ze lagen van het Carboon die kolenkalksteen bevatten ontdekten. Dit leidde tot de oprichting van maatschappijen. Op aanraden van Jules Cornet bereidden Putsage en Urban zich voor om nabij Mechelen-aan-de-Maas graafwerken te ondernemen. Het overlijden van Urban maakte dat deze boring, die succesvol zou zijn gebleken, nooit werd uitgevoerd. De eerste steenkool in het Kempens Bekken werd in 1901 door André Dumont nabij As ontdekt.
Hij was een schoonbroer van Jules Anspach, advocaat, volksvertegenwoordiger en burgemeester van Brussel